# Bahnhof Essen-Altendorf
Der Bahnhof Essen-Altendorf war zwischen 1874 und 1960 ein Bahnhof für den Personenverkehr in Altendorf, seit 1901 ein Stadtteil von Essen. Ein weiterer Bahnsteig diente als Umschlagplatz des angrenzenden Schlachthofes am Holdenweg.

## Geschichte
Der mit dem Namen Altendorf am 15. Oktober 1874 eröffnete Bahnhof lag an einem in diesem Jahr in Betrieb gegangenen Teilstück der ehemaligen Bahnstrecke Osterath–Dortmund Süd der Rheinischen Eisenbahn-Gesellschaft. Sie war die dritte West-Ost-Verbindung durch das Ruhrgebiet. Westlich des Bahnhofes zweigte ab 1912 eine Verbindungsstrecke nach Norden in Richtung Borbeck zur Bahnstrecke Mülheim-Heißen–Oberhausen-Osterfeld Nord ab. Sie war von Anfang an zweigleisig, das Richtungsgleis aus Borbeck wurde kreuzungsfrei mit einer Brücke über die Bahnstrecke Osterath–Dortmund Süd geführt, auf einem Damm südlich an den Bahnsteigen vorbei- und im Ostteil des Bahnhofes in die Strecke nach Dortmund eingeführt. Personenverkehr fand auf dem 1912 errichteten Abzweig nach Borbeck ab Juni 1925 statt und wurde im Mai 1950 eingestellt.
Der Bahnhof verfügte über drei Gleise für den Personenverkehr; eines am überdachten Hausbahnsteig und zwei weitere am gut 200 Meter langen und ebenfalls überdachten Mittelbahnsteig, der durch eine Unterführung mit dem Empfangsgebäude verbunden war. Parallel dazu verlief südöstlich ein viertes Gleis an eine etwa vierzig Meter langen Laderampe. Diese diente lediglich dem damaligen Schlachthof am Holdenweg, der durch eine Unterführung im Damm des Gleises Borbeck–Dortmund erreicht wurde. Auf diesem Damm verlief ein Durchgangsgleis ohne Bahnsteig, das kreuzungsfrei über eine Stahlfachwerkbrücke von Norden über die Bahnstrecke Osterath–Dortmund Süd aus Borbeck kam. Es wurde 1955 zusammen mit der Brücke abgebaut. Das verbliebene zweite Gleis dieser Strecke von Borbeck führte direkt zum Hausbahnsteig. Es wurde 1980 für den damals noch vorhandenen Güterverkehr elektrifiziert, jedoch im August 1984 stillgelegt und der Abzweig im folgenden Jahr abgebaut.
Etwa 300 Meter östlich des Altendorfer Bahnhofes zweigte ein Güterzuggleis nach Norden ab, über das die Zeche Amalie und die Krupp-Gussstahlfabrik erreicht werden konnten. Dieser Gleisanschluss war ab den 1950er Jahren nicht mehr vorhanden.
Das Empfangsgebäude wurde mit einem hohen Dach und aufgesetztem Uhrturm über der Bahnhofshalle errichtet. Im östlichen Gebäudeflügel war die Bahnhofsgaststätte untergebracht, die zuletzt Kleine Gruga hieß und einen Außenbereich besaß. Im kleinen westlichen Gebäudeteil befand sich das Büro des Bahnhofsvorstehers.
Mit Stilllegung der Teilstrecke zwischen Mülheim-Heißen und Bahnhof Essen-Kray Nord für den Personenverkehr im Jahre 1959 wurde der Bahnhof nicht mehr benötigt, er wurde 1960 endgültig geschlossen. Am 13. Dezember 2002 folgte schließlich die endgültige Stilllegung des gesamten Streckenabschnittes auch für den noch gelegentlich stattfindenden Güterverkehr. 

### Umbenennungen
Der mit dem Namen Altendorf eröffnete Bahnhof hieß ab 1897 kurzzeitig Altendorf bei Essen, wurde aber 1898 in Altendorf-Essen Nord umbenannt. Es gab auch einen Bahnhof Altendorf-Essen Süd, der heutige Bahnhof Essen West. Nach der Eingemeindung Altendorfs zur Stadt Essen im Jahre 1901 erhielt der Bahnhof Altendorf-Essen Nord den Namen Essen (Altendorferstr), aus dem 1907 schließlich seine letzte Bezeichnung Essen-Altendorf wurde.

## Heutige Situation
Anfang 2009 begannen am ehemaligen Bahnhof Altendorf die Arbeiten zum Umbau der alten Bahntrasse in einen Fuß- und Radweg. Seit 2010 besteht der hier asphaltierte Fuß- und Radweg, der auf der ehemaligen Bahntrasse den Essener Stadtkern mit Frohnhausen verbindet und mittlerweile Teil des Radschnellwegs Ruhr (RS1) ist. Im September 2013 ist auch die Trasse des ehemals nördlichen Streckenabzweigs nach Borbeck als Fuß- und Radweg verbunden worden.
Das noch vorhandene Empfangsgebäude ist als Wohnhaus in Privatbesitz. Das hohe Dach mit dem auf der Empfangshalle aufgesetzten Uhrturm ist durch ein flacheres Dach ersetzt worden. 
Von den ehemaligen Eisenbahnbrücken über den Schölerpad und den Holdenweg sind nur die nördlichen Teile des ehemaligen Gleises am Hausbahnsteig der ehemals nebeneinanderliegenden, genieteten Stahltrogquerschnitten für den Radweg saniert worden. Die heute begrünten Bahnsteige sind noch erkennbar und mit einzelnen Bänken versehen, die auf neuen Betonsockeln mit der Aufschrift Rheinische Bahn angebracht wurden. Im Frühjahr 2014 wurde der Treppenabgang des Inselbahnsteiges in die ehemalige Unterführung vollständig verfüllt. 
Die Gebäude des Schlachthofes am Holdenweg wichen in den 1980er Jahren einer Wohnbebauung.

### Ansichten

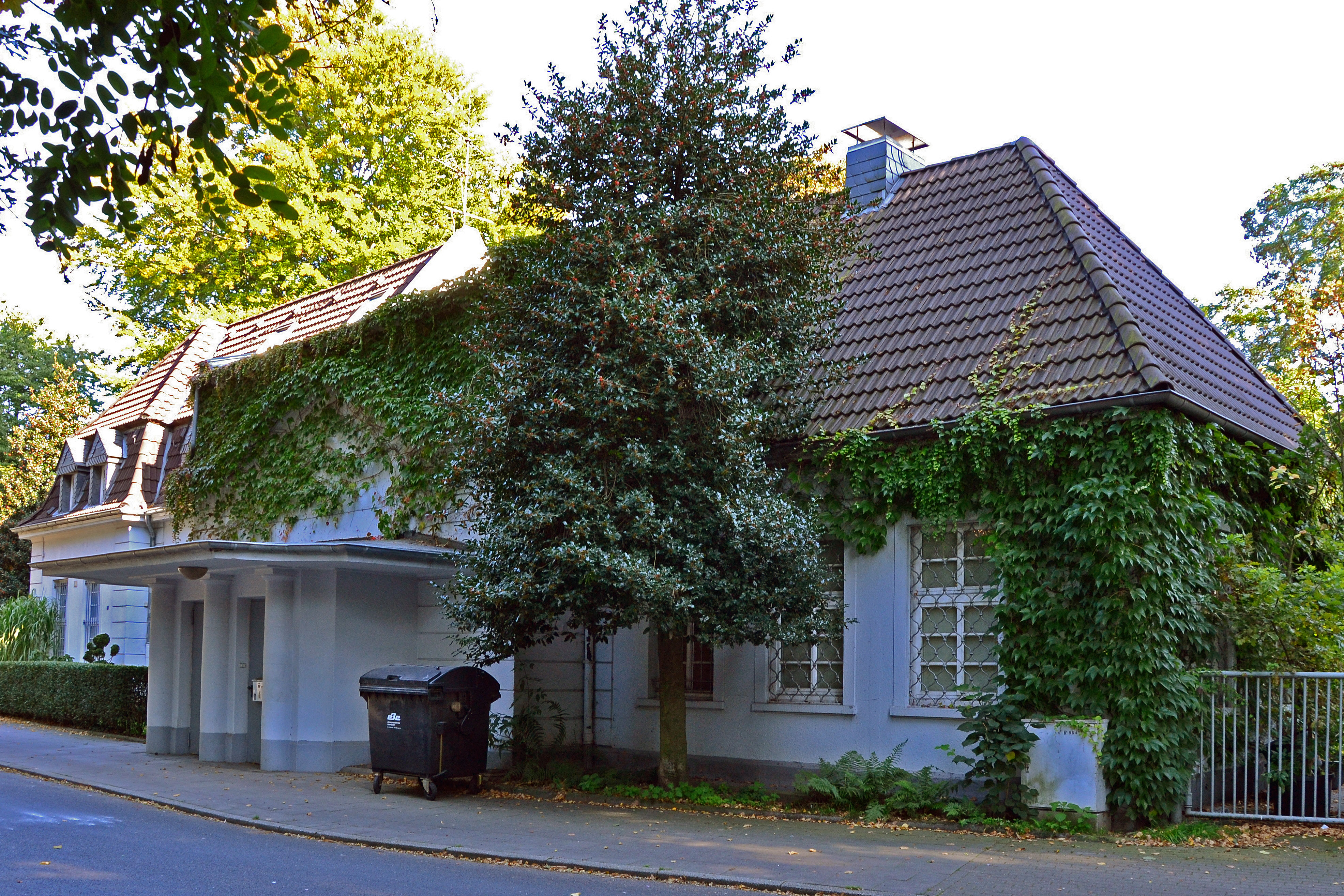
Ehemaliges Empfangsgebäude; rechts: Büro des Bahnhofsvorstehers; Mitte: Empfangshalle; links: Gaststättenräume
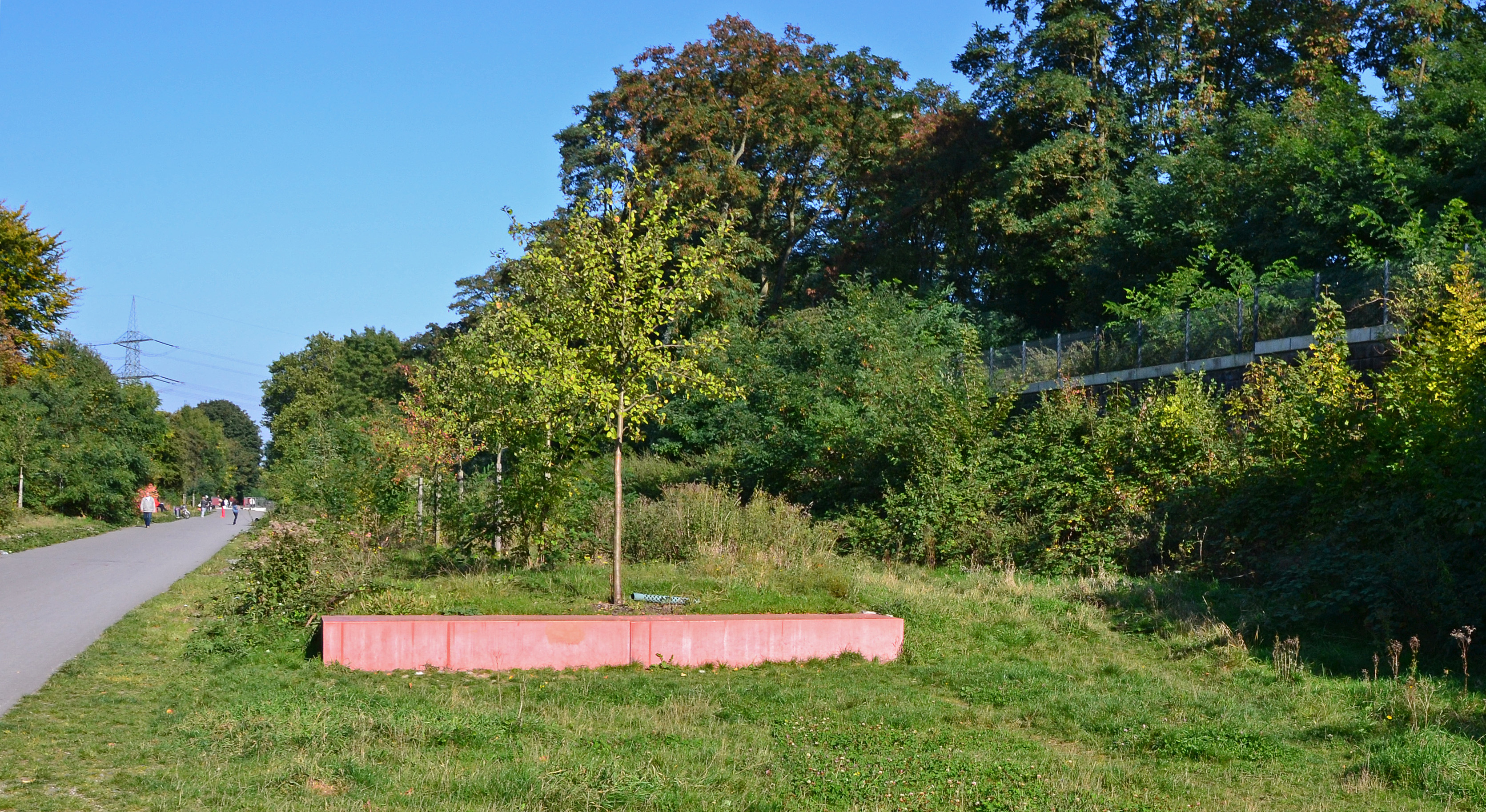
Links: Hausbahnsteig; roter Sims zeigt die Breite des Mittelbahnsteiges; rechts: Damm des Gleises von Borbeck
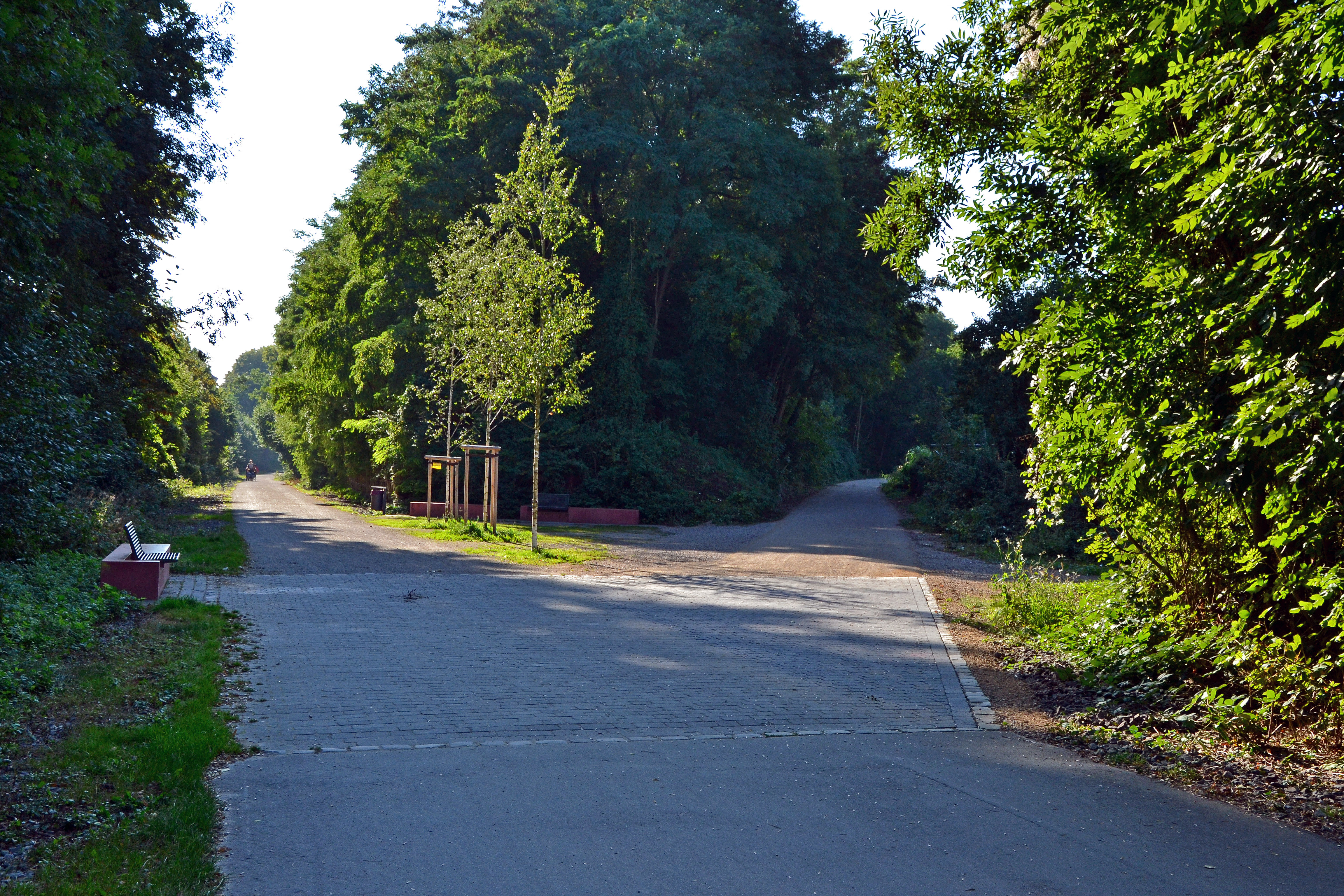
Nach links: Strecke nach Mülheim-Heißen; nach rechts: einstiger Abzweig nach Borbeck.
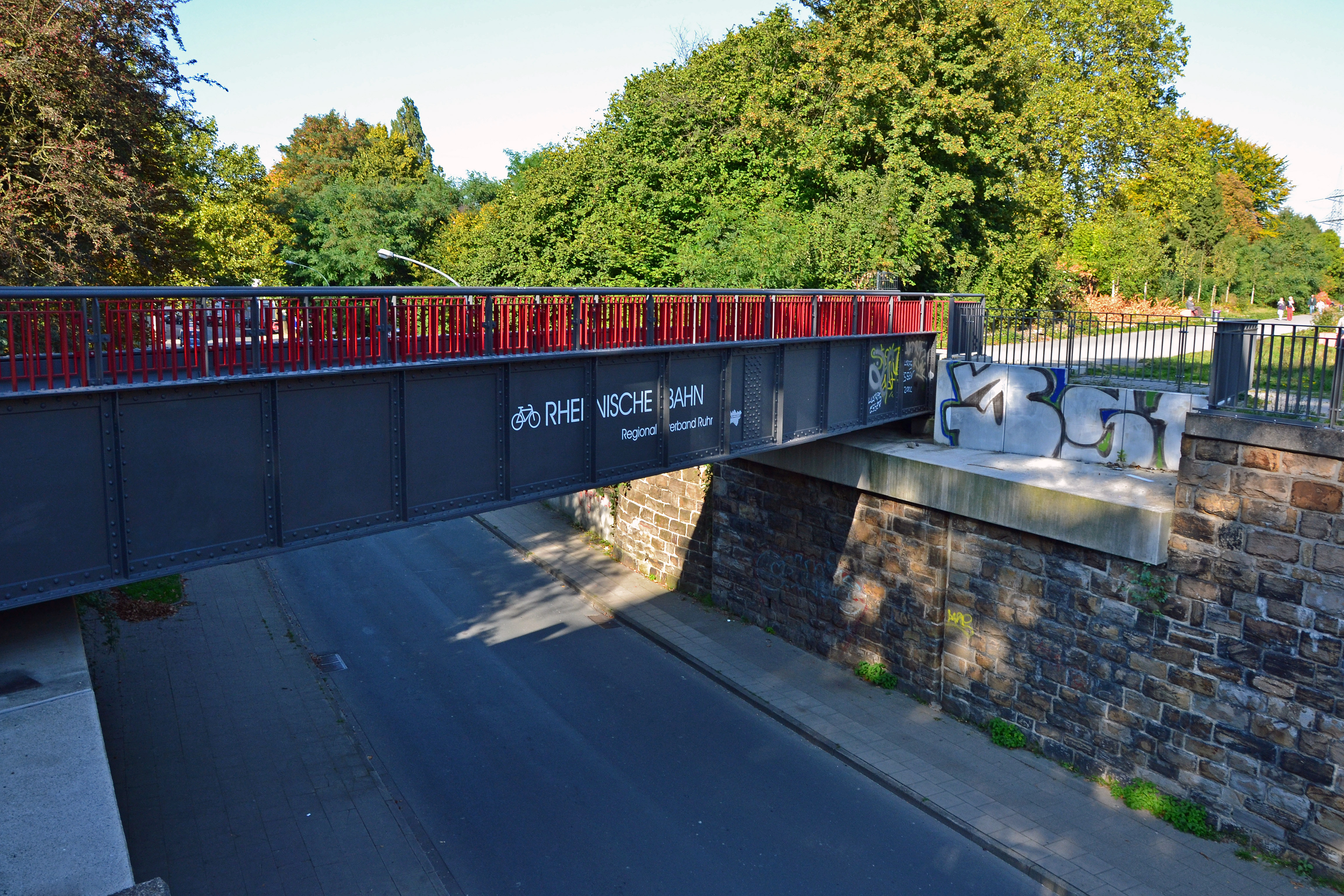
Saniertes, nördliches Brückenteil über den Schölerpad
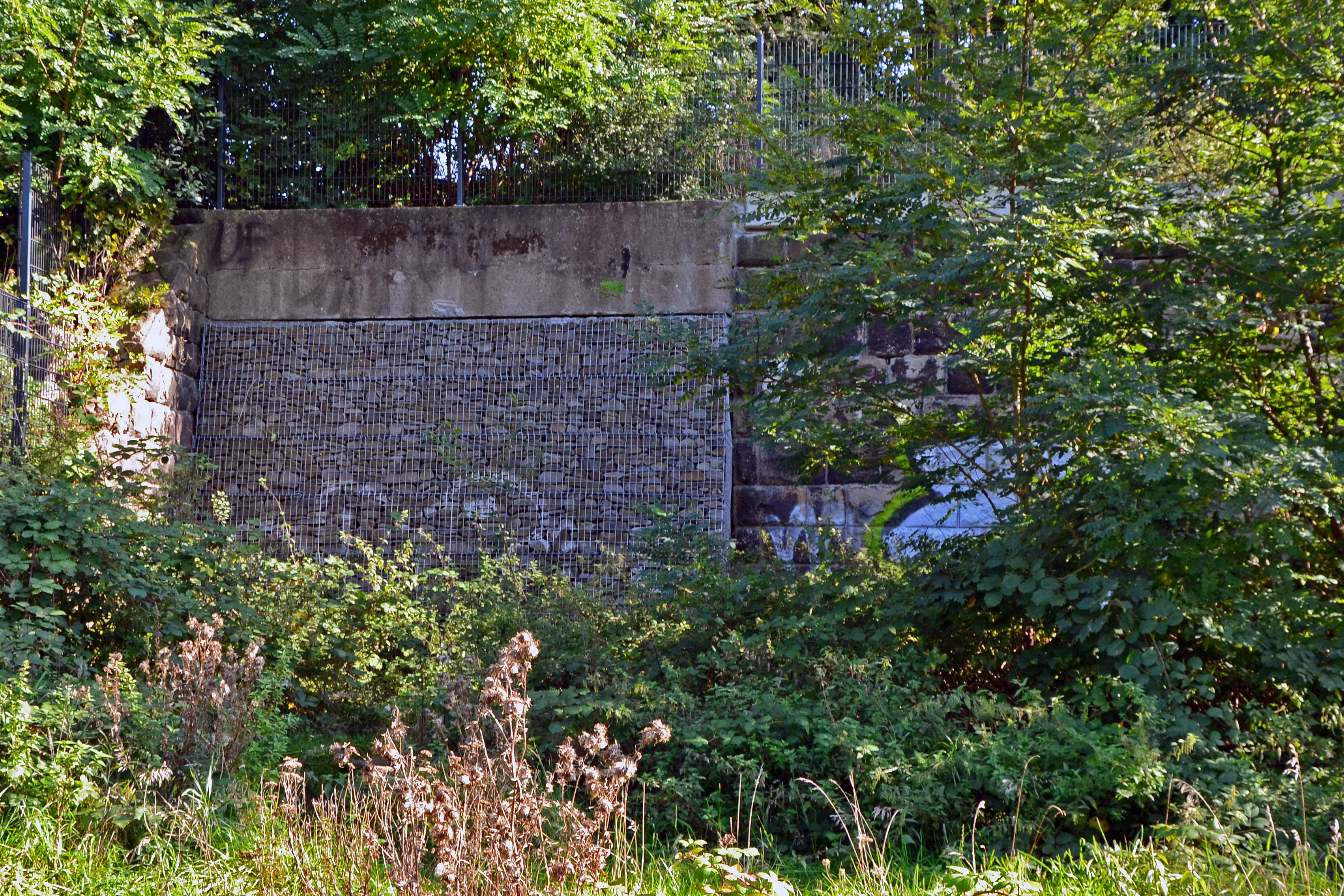
Verfüllte Unterführung vom Viehbahnsteig zum ehemaligen Schlachthof am Holdenweg